# Sin človekov
Sin človekov (francosko: Le fils de l'homme) je slika belgijskega surrealističnega slikarja Renéja Magritta. 
Magritte jo je narisal kot avtoportret. Slika sestoji iz moža v obleki in cilindru, ki stoji pred majhnim zidom, za katerim je morje in oblačno nebo. Možev obraz zakriva lebdeče zeleno jabolko. Kljub temu se moževo levo oko delno vidi preko robov jabolka. Še ena izostrena podrobnost je moževa leva roka, ki izgleda, kot da je usločena nazaj za telo pri komolcu. 
Magritte je o sliki dejal:
»Vsaj delno skrije obraz. No, tako imate navidezen obraz, jabolko, ki zakriva vidno, a skrito, in obraz osebe. To je nekaj, kar se dogaja ves čas. Vse, kar vidimo, zakriva neko drugo stvar, vedno želimo videti, kaj je skrito s tem, kar vidimo. Prisotno je zanimanje za to, kar je skrito in česar nam vidno ne pove. To zanimanje lahko prevzame dokaj močan občutek, nekakšen konflikt, bi lahko kdo rekel, med vidnim, ki je skrito, in vidnim, ki je prisotno.«
Sin človekov je slika, ki se jo pogosto zamenjuje s še eno Magrittovo sliko Velika vojna s fasadami (francosko: La Grande Guerre Façades), ki sta si po podobah precej podobni. Obe prikazujeta osebo, ki stoji pred zidom, od koder vidimo morje. Velika vojna s fasadami prikazuje za razliko od slike Sin človekov žensko, ki drži dežnik in ji obraz zakriva roža. 
Še ena slika, ki je precej podobna tej, je Mož v cilindru. Na tisti Magrittovi sliki možev obraz zakriva ptič, ne jabolko. 
Slika Sin človekov je v zasebni lasti.